# Acaya
Acaya (en griego, Αχαΐα, AFI: [a.χa.ˈi.a]) es una unidad regional (oficialmente y en inglés, regional unit) de Grecia. Según el censo de 2021, tiene una población de 305 979 habitantes.
Se encuentra sobre la costa del norte del Peloponeso, lindando con el golfo de Corinto. Hasta el 1 de enero de 2011 fue una de las 51 prefecturas en que se dividía el país.
Limita por el oeste con el territorio de Elis y en el este con Sición.
Posee una superficie de 3271 km².

## Etimología
El origen del nombre ha dado lugar a muchas especulaciones. Achaioí era un término común para las tropas griegas según Homero. Posiblemente corresponda al Ahhiyawa de los hititas en los textos del siglo XIII a. C. En el Catálogo de las naves los achaioí son los habitantes de Argos y de Tirinto.
Otra hipotesis menos conocida pero mas admitida por los historiadores que el término Acaya viene del nombre de los aqueos, una tribu indoeuropea que invadió la región durante la edad de bronce, que posteriormente fueron uno de los pueblos del mar que invadieron el levante y el imperio Hitita, conociéndose por los registros históricos egipcios con el nombre de Ekwesh.

## Historia

Las regiones del Peloponeso en la Antigüedad. Acaya ocupa el noroeste de la península

Durante la guerra del Peloponeso, Acaya estuvo bajo la órbita de Esparta, y tenía un sistema de gobierno oligárquico. Cuando Esparta entró en decadencia durante la década de 360 a. C., la democracia fue considerada una opción por sus habitantes, así como las ciudades de la región formaron su propia confederación, al igual que sucedió en Etolia durante la misma época.
Después del reinado de Augusto la provincia de Acaya fue combinada con Macedonia a partir del año 15 hasta el 44, coincidiendo con problemas fronterizos. En el año 67, el emperador Nerón declaró Grecia políticamente libre del Imperio romano, y los griegos comenzaron sus propias reglas autónomas. Sin embargo, la autoridad romana sobre Grecia fue restablecida poco después con el emperador Vespasiano, que colocó la provincia otra vez en las manos del Senado romano. Según la tradición, en Acaya fue crucificado el apóstol San Andrés.
El control romano de Acaya era firme hasta el reinado de Diocleciano en el tardío siglo III y aún continuó como provincia romana hasta la caída de Roma en el siglo V. En el siglo XIII el Principado de Acaya fue fundado después de la Cuarta Cruzada. Este principado cayó ante el Imperio otomano a mediados del siglo XV. La zona fue luego invadida por la República de Venecia a finales del siglo XVII y más tarde, en el siglo XVIII, la recobraron los otomanos.
En 1821, pasó a formar parte de Grecia. Durante la guerra de independencia de Grecia, Aigio fue la primera ciudad en ser liberada por los griegos y poco después fue la ciudad de Patras.

## Geografía
De las montañas destaca el Omblos al este y las montañas Erimanto en el centro. Maratia al este, Chelmos y Aroania en el sudeste, el Skollis en el sudoeste y Movri y Mavros Oros al oeste. Los ríos del oeste al este son el Larissos, Tytheos, Parapeiros y el Charadros al noroeste. El Selinountas y el Vouraikos al este. La mayor parte de los bosques están en las sierras, aunque varios estén en los llanos.

### Clima
Tiene veranos calientes e inviernos suaves. Los días soleados dominan durante los meses de verano en áreas cerca de la costa, mientras puede ser nublado y lluvioso en las montañas. La nieve es muy común durante el invierno en las montañas de Erimanto, Panachaicus y Aroania. Las temperaturas en invierno están alrededor de 10 °C.

## Economía
Patras es una de las principales zonas industriales además de ser un centro de comercio en Grecia. Temeni es un lugar famoso por fabricar el agua de primavera llamada Avra (Άυρα) o Aúra. Además posee Tria Epsilon, una división de The Coca-Cola Company.

## Demografía
Tiene aproximadamente un tercio de los habitantes de su península y dos terceras partes de Acaya viven en Patras, capital de Acaya y del Peloponeso. Más de la mitad de la población vive en la ciudad. Es también la tercera zona más grande en Grecia excluyendo el Pireo. El área industrial está en el sur, a 20 kilómetros de la ciudad, cerca de Tarifas, Tsoukoulaiíka y Vrachnaiíka. Egio es una ciudad costera, con un ayuntamiento y una plaza en el centro urbano.

## Municipios
Desde el año 2011, la Unidad Regional de Acaya se divide en los siguientes cinco municipios: 

Municipios de la Unidad Regional de Acaya

| Municipio        | Población (2011) | Capital      | Número |
| ---------------- | ---------------- | ------------ | ------ |
| Patras           | 213 984          | Patras       | 1      |
| Egialea          | 49 872           | Egio         | 2      |
| Acaya Occidental | 25916            | Kato Acaya   | 3      |
| Erimantos        | 8877             | Chalandritsa | 4      |
| Kalávrita        | 11 045           | Kalávrita    | 5      |